# 范杜瑟 (密蘇里州)
范杜瑟（英語：Vanduser）是位於美國密蘇里州斯科特縣的村。

## 人口
根據2020年美國人口普查的數據，范杜瑟的面積為0.33平方千米，皆為陸地。當地共有人口183人，而人口密度為每平方千米555人。